# Boven-Hardinxveld
Boven-Hardinxveld is een dorp in de gemeente Hardinxveld-Giessendam, in de Nederlandse provincie Zuid-Holland. Het dorp is gelegen in de Polder Hardinxveld (0,8 meter onder NAP). Boven-Hardinxveld ligt aan de Boven- en Beneden-Merwede en heeft ook een haven met werven aan de Beneden-Merwede. De rivier de Linge mond in het dorp via het kanaal van Steenenhoek en het Lingegemaal , vernoemd naar Mr. Dr. G. Kolff,  uit op de Beneden Merwede  Het dorp kent geen grote verkeersaders, de hoofdweg die door het dorp loopt is die over de dijk langs de Merwede en wordt veelal gebruikt door sluipverkeer van de noordelijk gelegen A15

Oorspronkelijk was Boven-Hardinxveld lintvormig langs de dijk, maar door nieuwbouw is het dorp geconcentreerd geraakt bij het splitspunt van de Boven-Merwede. Aan de overkant van de Boven-Merwede ligt Werkendam.
In Boven-Hardinxveld bevinden zich een viertal kerken, waarvan het overgrote deel van de inwoners lid is van de plaatselijke Nederlandse Hervormde Kerk binnen de PKN en de Hersteld Hervormde kerk. Verder is er nog een gereformeerde kerk (PKN), en was er een Rooms-Katholieke Kerk. Het kerkgebouw van laatstgenoemde gemeenschap is in 2019 verkocht aan 'Gemeente de Schaapskooi'.

## Geboren
- Klaas Jan Mulder (1930-2008), organist, pianist en dirigent

## Foto's

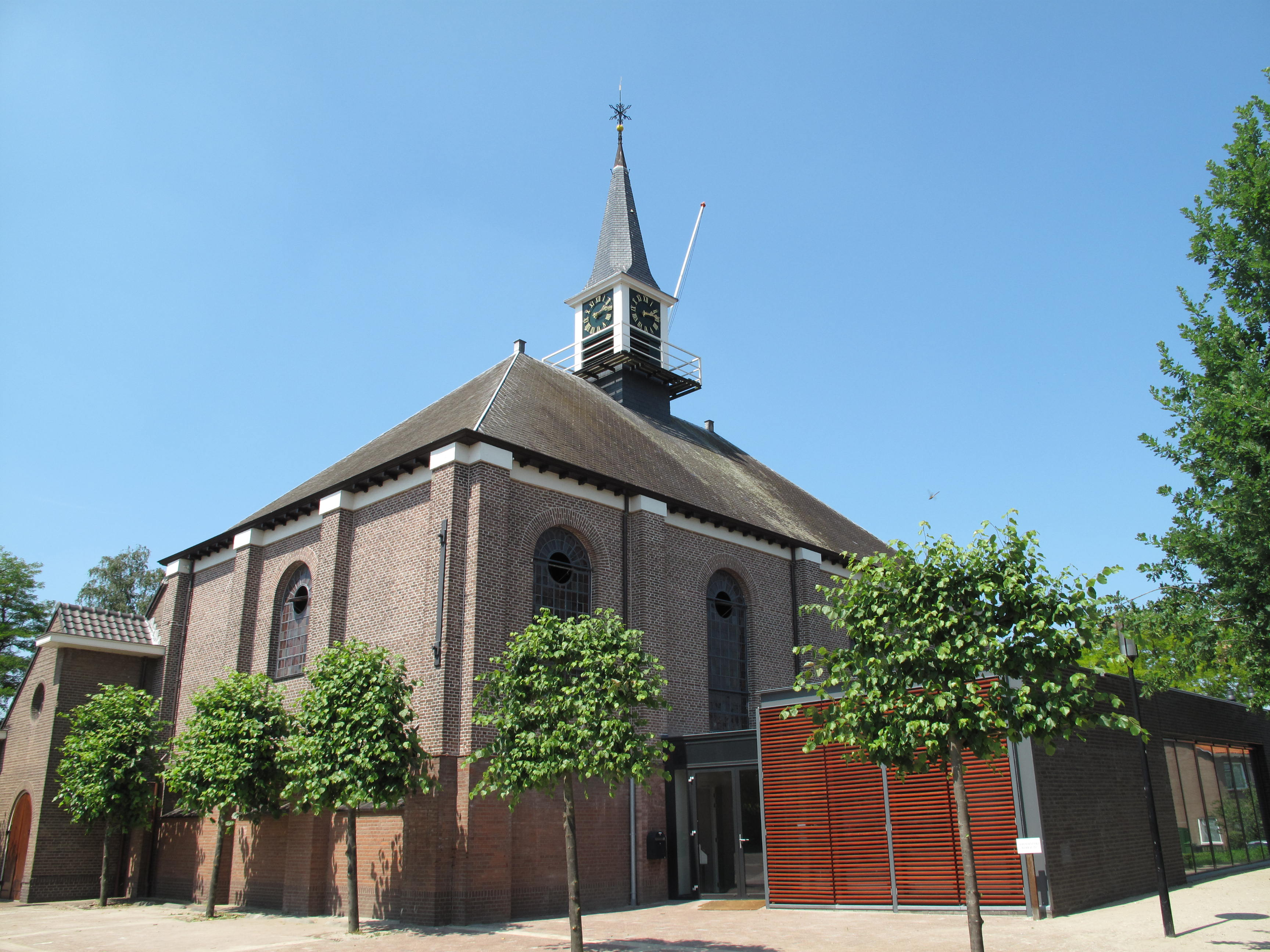
Nederlands Hervormde Kerk
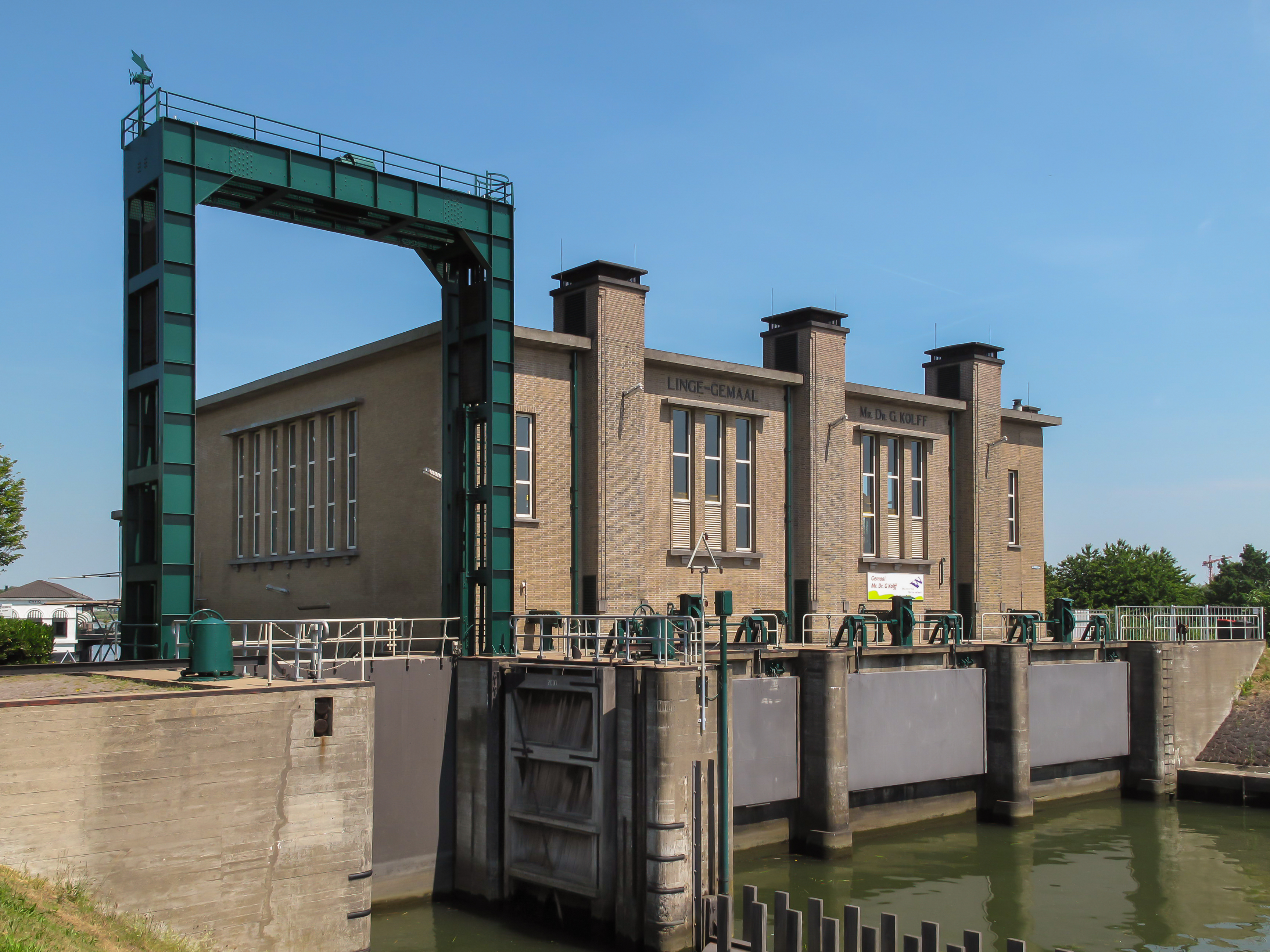
Lingegemaal
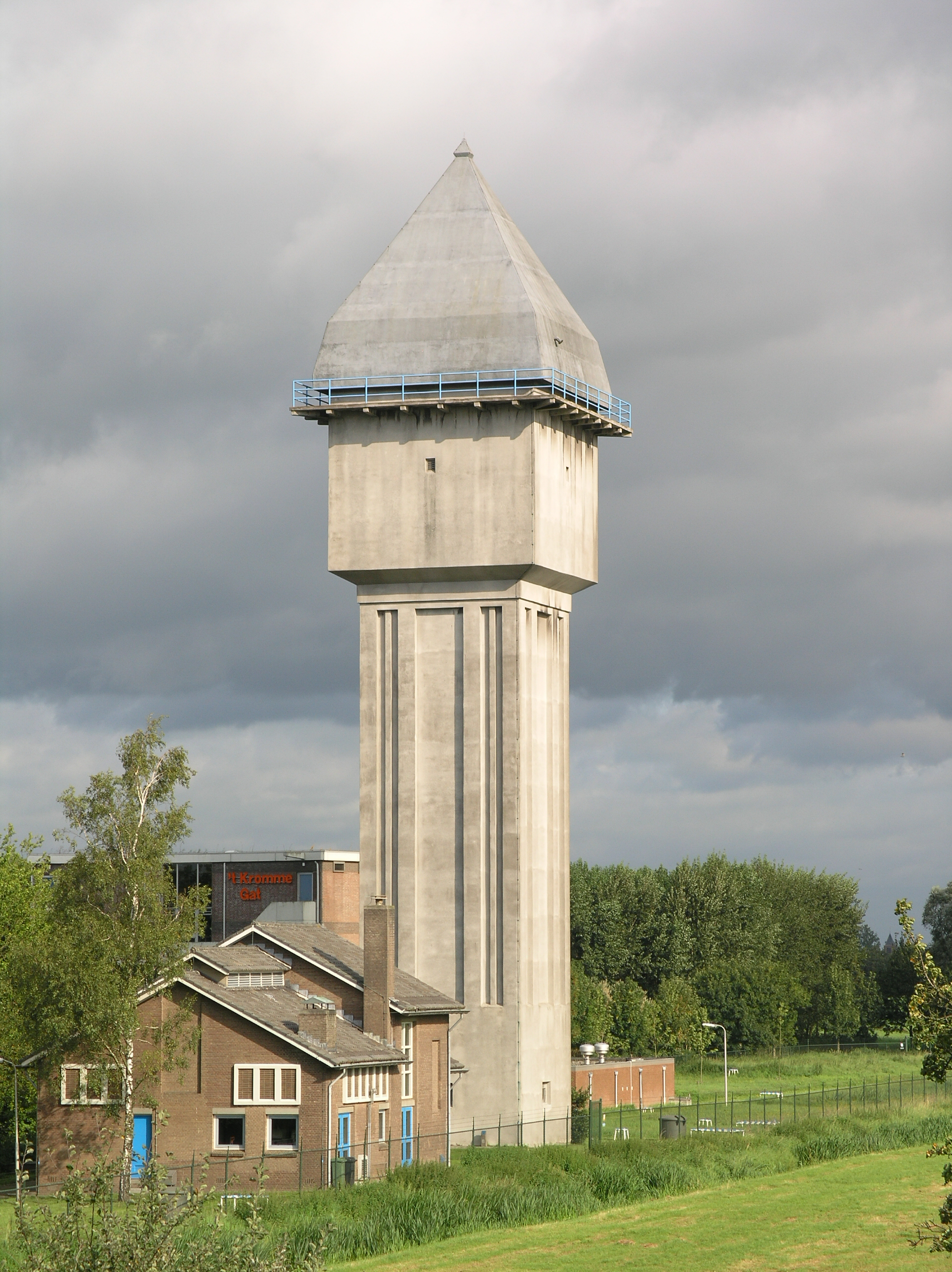
Watertoren
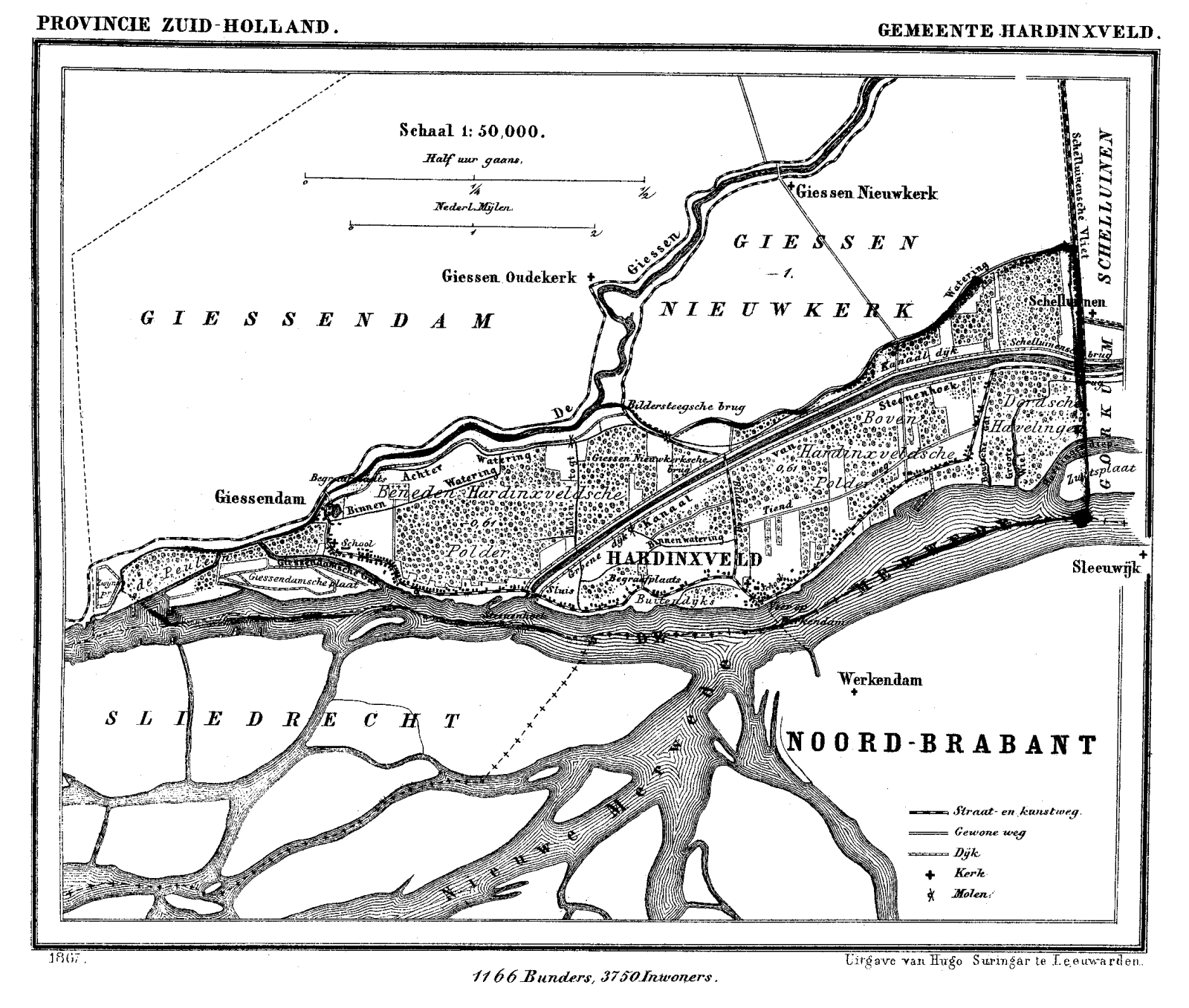
Historische kaart

Kernen: Boven-Hardinxveld · Giessendam - Neder-Hardinxveld

Zuid-Holland: Steden en dorpen      Nederland: Provincies · Gemeenten